# Жан-Крістоф Сарнен
Жан-Крістоф Сарнен (фр. Jean-Christophe Sarnin, 2 квітня 1976) — французький плавець.
Учасник Олімпійських Ігор 1996 року.
Призер Чемпіонату світу з водних видів спорту 1998 року.